# 윈룽구
윈룽구(한국어: 운룡구, 중국어: 云龙区, 병음: Yúnlóng Qū)는 중화인민공화국 장쑤성 쉬저우 시의 현급 행정구역이다. 넓이는 118km2이고, 인구는 2007년 기준으로 300,000명이다.

## 행정 구역
9개 가도를 관할한다.
- 가도: 彭城街道, 青年街道, 天桥街道, 子房街道, 黄山街道, 骆驼山街道, 大郭庄街道, 翠屏山街道, 潘塘街道.